# Kanatnyj Zawod Charków
Kanatnyj Zawod Charków (ukr. Футбольний клуб «Канатний завод» Харків, Futbolnyj Kłub "Kanatnyj Zawod" Charkiw) – ukraiński klub piłkarski z siedzibą w Charkowie.

## Historia
Chronologia nazw:
- 1937: Kanatnyj Zawod Charków (ukr. «Канатний завод» Харків, ros. «Канатный завод» Харьков)
- 1939: klub rozwiązano

Piłkarska drużyna Kanatnyj Zawod lub w skrócie Kanatka została założona w mieście Charków i reprezentowała miejscową Fabrykę Lin.
W 1937 i 1938 zespół startował w rozgrywkach Pucharu ZSRR.
Również występował w rozgrywkach lokalnych. W 1939 brał udział w Pucharze miasta Charkowa. Potem został rozwiązany.

## Inne
- Metalist Charków